# 條紋林狸
條紋林狸（學名：Prionodon linsangmsw3）是林貍科林貍屬的一種，原生於馬來西亞、蘇門塔臘、婆羅洲、爪哇、泰國及印尼，是貓科的近親。

## 特徵
條紋林狸連尾巴約長74厘米。牠們呈淡黃色，有5條深色條紋。牠們頸部的條紋較闊，尾巴上有幾條深色斑紋。牠們的爪很鋒利及可以伸縮，牙齒像剃刀般鋒利。

## 食性
條紋林狸是雜食性的，主要吃松鼠、大家鼠、鳥類及蜥蜴。

## 棲息地
條紋林狸分佈在西馬來西亞、蘇門塔臘、婆羅洲、爪哇、泰國及印尼。牠們棲息在熱帶森林，且大部份時間會在樹上活動。

## 保育狀況
牠們被列為《瀕危野生動植物種國際貿易公約》附錄二的物種，被限制出口及貿易。